# Vaterpolski klub Mornar
Il Vaterpolski klub Mornar, ufficialmente VK Mornar-Brodospas per motivi di sponsor, è una società pallanuotistica croata con sede a Spalato.
Milita nella Prva Liga, il massimo livello del campionato croato di pallanuoto.

## Storia
Fondato nel 1949 con il nome di Plivačko-vaterpolski klub Mornar, l'età dell'oro per questa squadra ha coinciso col periodo compreso tra il 1950 ed il 1961, quando ha vinto per 4 volte il campionato jugoslavo. Il Mornar è stato regolarmente presente nella parte superiore della classifica.
Nel 1987 conquistò il primo titolo internazionale della sua storia, la Coppa delle Coppe, battendo in finale il Catalunya grazie alla seguente formazione: Deni Marinković, Renco Posinković, Vojko Šegvić, Branimir Bućan, Branislav Zovko, Boris Katić, Nenad Matošić, Zoran Filipović, Mladen Hraste, Tonko Bezina, Teo Novaković, Rino Katunarić, Joško Kreković, Srđan Trgo. Allenatore di quella squadra era Dragan Matutinović, Damir Kotrulja ne era il vice, nello stesso anno disputò la finale di Supercoppa Len.
Tuttavia, nel campionato croato introdotto nel 1992, il club non è mai riuscito a vincere il titolo nazionale. L'albo d'oro vede la supremazia della Jug Dubrovnik e del Mladost ed anche la comparsa di un altro club di Spalato, il POŠK, campione nel 1998. Nessuna vittoria anche per quanto riguarda coppa nazionale.

## Rosa 2019-2020
| N° |                    | Ruolo | Giocatore               |
| -- | ------------------ | ----- | ----------------------- |
|    | Croazia (bandiera) |       | Duje Akrap              |
|    | Croazia (bandiera) |       | Roko Akrap              |
|    | Croazia (bandiera) |       | Marin Ban               |
|    | Croazia (bandiera) |       | Ferdinand Josip Buselić |
|    | Croazia (bandiera) |       | Domagoj Butić           |
|    | Croazia (bandiera) |       | Duje Buzdovacić         |
|    | Croazia (bandiera) |       | Slavko Calić            |
|    | Croazia (bandiera) |       | Bruno Hrvatić           |
|    | Croazia (bandiera) |       | Paolo Jakovcević        |

| N° |                    | Ruolo | Giocatore      |
| -- | ------------------ | ----- | -------------- |
|    | Croazia (bandiera) |       | Josip Jerković |
|    | Croazia (bandiera) |       | Marin Kordić   |
|    | Croazia (bandiera) |       | Karlo Kreković |
|    | Croazia (bandiera) |       | Ivan Krolo     |
|    | Croazia (bandiera) |       | Roko Pavić     |
|    | Croazia (bandiera) |       | Boris Pavlović |
|    | Croazia (bandiera) |       | Luka Podrug    |
|    | Croazia (bandiera) |       | Ivan Rako      |
|    | Croazia (bandiera) |       | Goran Solje    |

## Tesserati famosi

### Giocatori
- Ivo Štakula
- Lovro Radonić
- Boško Vuksanović
- Tomislav Franjković
- Vinko Rosić

### Allenatori
- Božo Grkinić
- Dragan Matutinović

## Palmarès

### Trofei nazionali
- Campionato jugoslavo: 5

1952, 1953, 1955, 1956, 1961

### Trofei internazionali
- Coppa delle Coppe: 1

1986-87